# Українці Марокко
Українці Марокко — особи з українським громадянством або національністю, які перебувають на території королівства Марокко. Задля збереження рідної мови та культури створено громадські організації, що співпрацюють з Посольством України в Марокко.

## Історія
Початок еміграції українців до Марокко (на той час протекторат і колонії Франції) було покладено після поразки українських визвольних змагань 1918—1920 років та завершення громадянської війни в Росії. Першим українцями були представники тогочасного російського дворянства та церкви, що не сприймали більшовиків. Вони селилися переважно у Касабланці. Відомим представником був єпископ Митрофан (Зноско-Боровський). Але усі вони були зросійщені й не піклувалися про об'єднання українців. Загалом кількість останніх тоді в Марокко була вкрай невеличка з огляду на віддаленість на нерозвиненість країни.
Повноцінна міграція українців до Марокко починається після Другої світової війни. В 1949 році в Марокко заснувалася перша українська громада з одинадцяти осіб, переважно комбатантів. З плином часу громада збільшилася до 16 осіб. Члени громади збиралися щороку декілька разів — на збори, наради, реферати-доповіді, національні свята. Важкі умови життя не дозволяли на активнішу працю. Багато зробив для згуртування й об'єднання українців Іван Лютий-Лютенко, що в 1951—1957 роках очолив українську громаду у м. Рабат. У 1951 році було вперше в Марокко влаштовано свято Симона Петлюри з панахидою. В Рабаті були вивішені афішки французькою й українською мовами про цю панахиду. Українська громада складалася переважно з робітників, за винятком кількох осіб з вищою освітою. З самого початку українська громада вступила у конфлікт з російською дворянською громадою.
Зі здобуттям Марокко незалежності у 1956 році українська діаспора поволі збільшувалася. Новий етап почався у 1990-х роках з розпадом Радянського Союзу та постанням незалежної України. Більшість українців, що перебиралися до Марокко, були найманими працівниками, що переїздили до Рабата чи Касабланки за контрактом на певний час, частина внаслідок україно-марокканських шлюбів. Тому доволі важко прослідили кількість українців, що постійно мешкають в Марокко.
Нині українська громада становить понад 300 осіб, більшість з яких жінки[джерело?]. Громада поступово самоорганізовувалася, зберігаючи українські традиції та звичаї, вже існує навіть Асоціація українських жінок Марокко.
Значний поштовх самоідентифікації надали революції 2004 й 2014 років в Україні. З початком Російської агресії в Криму й на Донбасі влаштовувалися маніфестації протесту проти незаконних дій агресора та за єдину і соборну Україну. Крім того, влаштовано волонтерські збори на підтримку українського війська.
Натепер існує тісне співробітництво з Посольством України в Марокко. Разом вони влаштовують презентації українців на різних фестивалях. Так, 2016 року українська діаспора гідно представила традиції українців на Рабатському щорічному благодійному ярмарку.